# Geddes
Geddes és una població dels Estats Units a l'estat de Dakota del Sud. Segons el cens del 2000 tenia 252 habitants.

## Demografia
Segons el cens del 2000, Geddes tenia 252 habitants, 122 habitatges, i 61 famílies. La densitat de població era de 162,2 habitants per km².
Dels 122 habitatges en un 22,1% hi vivien nens de menys de 18 anys, en un 41% hi vivien parelles casades, en un 4,9% dones solteres, i en un 50% no eren unitats familiars. En el 49,2% dels habitatges hi vivien persones soles el 34,4% de les quals corresponia a persones de 65 anys o més que vivien soles. El nombre mitjà de persones vivint en cada habitatge era de 2,07 i el nombre mitjà de persones que vivien en cada família era de 2,98.
Per edats la població es repartia de la següent manera: un 19,8% tenia menys de 18 anys, un 11,9% entre 18 i 24, un 20,6% entre 25 i 44, un 15,1% de 45 a 60 i un 32,5% 65 anys o més.
L'edat mediana era de 44 anys. Per cada 100 dones de 18 o més anys hi havia 100 homes.
La renda mediana per habitatge era de 21.250 $ i la renda mediana per família de 36.250 $. Els homes tenien una renda mediana de 20.938 $ mentre que les dones 20.000 $. La renda per capita de la població era de 12.520 $. Entorn del 15,5% de les famílies i el 13,6% de la població estaven per davall del llindar de pobresa.

## Poblacions més properes
El següent diagrama mostra les poblacions més properes.